# Ostrov Mládeže

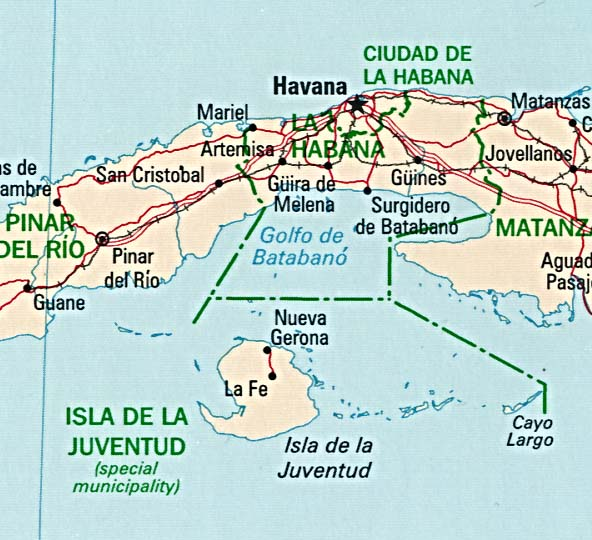
Poloha ostrova Mládeže

Ostrov Mládeže (španělsky Isla de la Juventud, do roku 1978 Isla de Pinos) je druhý největší ostrov Kuby a šestý největší ostrov Antil. Ostrov o rozloze 2419 km² leží asi 65 km jižně od západní části ostrova Kuby v zálivu Batabanó. Ostrov je největším ze 350 ostrovů souostroví Canarreos. V roce 2019 žilo na ostrově 83 544 lidí. Největším a hlavním městem je Nueva Gerona ležící na severu ostrova. Nejstarší a druhé největší město je Santa Fe ve vnitrozemí.
Ostrov má od roku 1976 status municipio especial (zvláštní obec); nepatří tedy do žádné provincie.

## Historie
O předkolumbovské historii ostrova je toho známo jen velmi málo. V jeskynním komplexu nedaleko Punta del Este bylo nalezeno 235 maleb namalovaných původními obyvateli. Pro Evropany byl ostrov objeven během třetí plavby Kryštofa Kolumba v roce 1494. Kolumbus ho pojmenoval La Evangelista a prohlásil ho za španělský. Později byl ostrov známý také jako Isla de Cotorras („ostrov papoušků“) a Isla de Tesoros („ostrov pokladů“).
Po vítězství USA ve španělsko-americké válce se Španělsko vzdalo všech nároků na Kubu. Po vzniku nezávislé Kuby zůstalo nejasné, zda ostrov patří Kubě, nebo USA. Roku 1907 Nejvyšší soud Spojených států amerických rozhodl, že ostrov USA nepatří. Roku 1925 byla podepsána smlouva mezi Kubou a USA, podle které ostrov vlastní Kuba.

## Geografie a hospodářství
Nejvyšším bodem ostrova je Loma la Cañada (303 m n. m.), která se nachází západně od obce Santa Fe.
Většina ostrova je pokryta borovými lesy, které jsou zdrojem pro dřevařský průmysl. Na severní části ostrova jsou nízké vrcholy, z nichž se těží mramor. Jižní část je pak rovinná. Nejdůležitějšími hospodářskými odvětvími jsou zemědělství a rybolov. Pěstují se zde citrusové plody a zelenina.
Na ostrově panuje subtropické klima s častými hurikány. Ostrov je oblíbená turistická destinace s mnoha plážemi. Před vyvlastněním kubánskou vládou na začátku 60. let vlastnili většinu půdy Američané.